# Rondas Campesinas

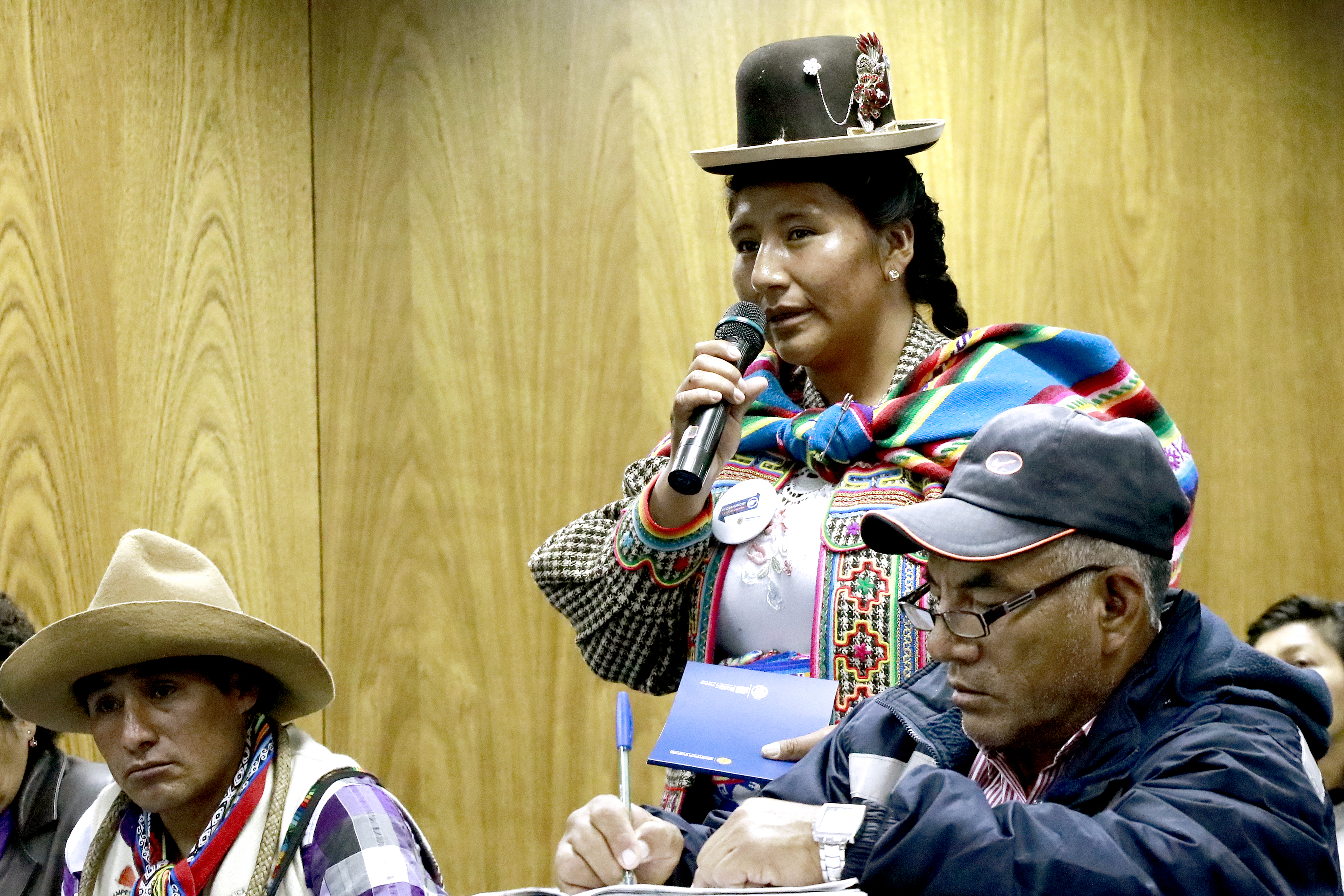
Représentants de rondas campesinas lors d'une réunion avec le ministère public national.

Les Rondas Campesinas (« rondes paysannes ») désignent des organisations de défense apparues dans les années 1960 dans les régions rurales du nord du Pérou. Ces patrouilles communautaires constituent aussi une alternative de justice, voire des organisations paramilitaires durant le conflit armé péruvien des années 1980-1990. Ses membres, appelés « ronderos », tiennent un rôle spécifique dans un espace social où l’État est quasiment absent.

## Définition et fonctionnement
La dénomination de Rondas Campesinas désigne trois organisations distinctes :
- la ronde paysanne autonome en tant qu'organe politique de la communauté ;
- la communauté paysanne légalement reconnue, qui dispose parfois aussi d'un cercle paysan qui la soutient et complète ses fonctions avec l'administration de la justice[1] ;
- les comités d'autodéfense (Comités de Autodefensa)[2], créés à l'initiative des forces armées dans sa stratégie de lutte contre-subversive contre le Sentier lumineux et le MRTA, étant ainsi parfois considérés comme des organisations paramilitaires.

Si les rondes paysannes sont surtout formées d’hommes, il existe aussi des rondes de femmes.
En tant qu'organes de justice des communautés paysannes, les Rondas Campesinas ont pour base légale la Constitution du Pérou, qui dispose dans son article 149 que « les autorités des communautés paysannes et indigènes, avec le soutien des Rondas Campesinas, fonctions dans son champ d'application territoriale conformément au droit constitutionnel[Quoi ?], à condition qu'elles ne violent pas les droits fondamentaux de la personne ». Les rondas sont réglementées par une loi dédiée (es).
Les patrouilleurs sont stationnés à différents points stratégiques du territoire communal et surveillent à tour de rôle la zone pour tout mouvement suspect. Ils ont le droit d'interroger les personnes qui passent par cet endroit, de les interroger et de les conduire à la Casa rondera (« maison rondera ») en cas de non-obtention d'une réponse satisfaisante. La maison rondera est le lieu où les ronderos passent la nuit et se réunissent, sachant qu’ils ne perçoivent pas de salaire.

## Historique
Dans les années 1960, les vols de bétail sont très fréquents dans la région de Cajamarca, conduisant les paysans à rester éveillés la nuit pour surveiller les cheptel. Avec la disparition des haciendas (exploitations agricoles de grande dimension) en 1969, pour des problèmes de corruption, les autorités deviennent absentes des campagnes, ce qui favorise l’émergence de vagues de banditisme et conduit les paysans à organiser leur protection et à maintenir la sécurité des habitants de la campagne. Ces missions perdurent par la suite.
Durant le conflit armé péruvien, les Rondas Campesinas combattent le Sentier lumineux dans le nord du pays, ainsi que le Mouvement révolutionnaire Tupac Amaru (MRTA). Les organisations jouent un rôle significatif dans la défaite de ces deux mouvements, en les privant d'accès aux villages ruraux et dès lors de soutien logistique. À la fin du conflit, une majorité de combattants réintègrent leur communauté sans se mettre au service d'autres acteurs impliqués dans des activités illicites.
Pedro Castillo fait partie des ronderos de la région de Cajamarca, d'où il est originaire et où il exerce comme instituteur. Avec le soutien du parti de gauche radicale Pérou libre, il remporte l’élection présidentielle de 2021.